# A Joyful Noise (album de Gossip)
Pour les articles homonymes, voir Joyful Noise.
Albums de Gossip
Music for Men
(2009) Real Power
(2024)
A Joyful Noise est le cinquième et dernier album du groupe américain Gossip, sorti le 14 mai 2012.

## Liste des pistes
Tous les titres sont composés par Beth Ditto, Hannah Blilie et Nathan Howdeshell, sauf mention contraire.
1. Melody Emergency — 3:51
2. Perfect World — 4:27  (Brian Higgins, Luke Fitton, Toby Scott)
3. Get a Job — 4:59
4. Move in the Right Direction — 3:31 (Higgins, Scott, Jason Resch, Fred Falke, Kieran Jones)
5. Casualties of War — 4:15
6. Into the Wild — 3:13
7. Get Lost — 4:07
8. Involved — 4:15
9. Horns — 3:45
10. I Won't Play — 3:19
11. Love in a Foreign Place — 4:22

## Musiciens
- Beth Ditto : vocaux, piano et synthétiseur
- Brace Paine : guitare, basse
- Hannah Blilie : percussions, « percussion vocale »

## Certifications
| Pays   | Certifications |
| ------ | -------------- |
| Suisse | Or             |